# Schloss Kulmain

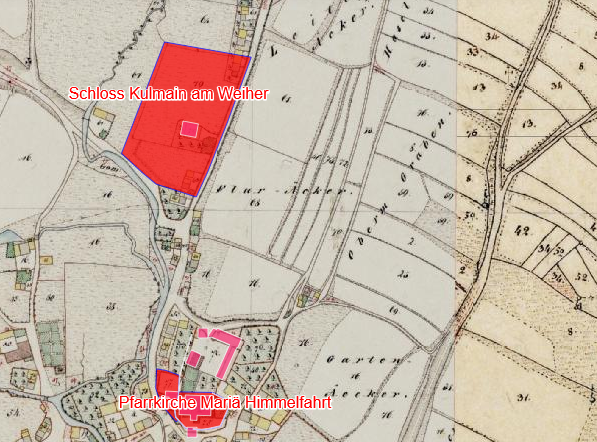
Lageplan von Schloss Kulmain am Weiher auf dem Urkataster von Bayern

Das Schloss Kulmain am Weiher (auch als Pozelinschloss bezeichnet) befindet sich in der Oberpfälzer Gemeinde Kulmain im Landkreis Tirschenreuth (Wunsiedeler Straße 5) und ist unter der Aktennummer D-3-77-133-5 als Baudenkmal verzeichnet. „Archäologische Befunde im Bereich des ehem. Schlosses ‚Kulmain am Weiher‘, zuvor mittelalterliche Burg“ werden zudem als Bodendenkmal unter der Aktennummer D-3-6137-0009 geführt.
Zu Kulmain bestanden zwei Edelsitze: das Schloss Kulmain am Weiher und die Landsasserei Schloss Kulmain an der Kirche. 

## Geschichte
Die erste Erwähnung von Kulmain enthält eine Urkunde des Klosters Reichenbach um 1200, in der festgestellt wird, dass der Zehnt der Kirche zu Ebneth zur Pfarrkirche in Kulmain gehört. In diese Zeit fiel auch der Bau der Pfarrkirche Mariä Himmelfahrt in Kulmain. Ein Ortsadel taucht in einer Leuchtenberger Urkunde von 1228 mit dem Namen des Ministerialen „Albero de Chylmen“ auf. Dies deutet auch auf die Existenz einer Burg in diesem Ort hin. 1259 und 1279 wurde ein „Cvnradus de Cvlmen“ als Urkundenzeuge der Leuchtenberger genannt. Angeblich war damals in Kulmein eine Burghut der Burg Waldeck deren Inhaber im Kriegsfall Bewaffnete nach Waldeck stellen musste. 1283 wurde der Ort mitsamt der Burg an die Wittelsbacher verkauft und 1285 erschien Kulmain im herzoglichen Urbar („Chulmen. Una curia, due aree, una curia“). Die Besitzer der Burg sind nicht sicher festzustellen; erwähnt wurden die „Schaumpüchler“ im 13. und 14. Jahrhundert, vor 1447 „Albert Zirkendorffer“, ab 1447 „Hans Potzlinger“ und noch im gleichen Jahr dessen Sohn Philipp. Die Zirkendorffer und die Potzlinger müssen wegen der Wappengleichheit miteinander verwandt gewesen sein.

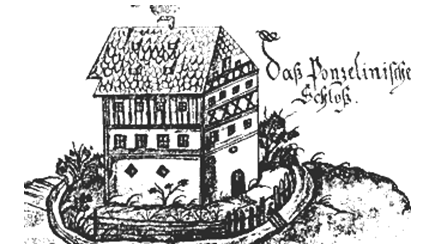
Pozelinschloss nach dem Urbarium culmainense von 1761

 1507 ging der Ansitz an Wilhelm Lemminger, dieser wurde auch in den Landsassenmatrikeln der Kurpfalz genannt. Nach 1518 erschien dort „Hanns Ernst Lemminger zu Culmen“ und ab 1599 „Hanß Thomas Lemminger“. 1615 wurde dessen Sohn „Hans Ernst Lemminger“ erwähnt, der im Zuge der Reformation das Land verlassen musste. Nach 1630 wurde  wieder „Hans Ernst Lemminger“ genannt und 1652 dessen Sohn „Hans Heinrich Lemminger“, Landrichter zu Auerbach. Dieser beantragte bei der Regierung zu Amberg Holz für sein im Dreißigjährigen Krieg abgebranntes Schloss. 1696 kam das Schloss an Johann Heinrich Lemminger. 1711 wurde es an Heinrich Eckart von Lilgenau von Berndorf verkauft († 12. Mai 1785), dessen Mutter eine Reichsfreiin von Lemmingen war. 1759 kam der Besitz an Georg von Ponzelin, der mit der Tochter des Vorbesitzers verehelicht war. Ab 1821 war das Anwesen in bürgerlichen Händen. Letzter Besitzer war Josef Anton Wiesend.

Wappen von Kulmain

Das Wappen von Kulmain ist von den Adelsfamilien der Pfreimder (drei silberne Spitzen im blauen Schildhaupt) und der Lemminger (schwarze Leiste) abgeleitet, zudem enthält es das Rundkirchengebäude der Wallfahrtskirche Heilige Dreifaltigkeit auf dem Armesberg.

## Schloss Kulmain am Weiher heute
Das Schloss befindet sich am nördlichen Ortsrand von Kulmain im sogenannten Winkel am Weiher, dem ehemaligen Schlossteich. Es ist ein 15 × 15 m großes Weiherhaus, das einst auf einer 30 × 35 m großen Insel stand. Der bis 1840 vorhandene Weiherdamm ist zwischenzeitlich verschwunden. Auf einer Darstellung von 1791 ist dort ein dreistöckiges Gebäude zu sehen, das mit einem Zaun und einem schmalen Graben umschlossen ist. Der Zugang erfolgte über einen schmalen Holzsteg. Das Haus besaß ein Krüppelwalmdach und ein als Fachwerk gestaltetes Obergeschoss.
Heute steht dort ein zweigeschossiger, verputzter Massivbau mit Satteldach, der im Kern aus dem 17. Jahrhundert stammt. Zwei rautenförmige Fenster auf der Südseite sind erhalten geblieben.